# Gonomyia dispar
Gonomyia dispar là một loài ruồi trong họ Limoniidae. Chúng phân bố ở miền Australasia.